# 弗呂茨河
弗呂茨河是奧地利的河流，位於福拉爾貝格州，河道全長19公里，河口處在費爾德基希縣，河畔城鎮有拉特恩斯、蘇爾茨、科布拉赫和蘭克韋爾。
47°19′03″N 9°35′21″E / 47.31750°N 9.58917°E